# Podòcit
Un podòcit és un tipus cel·lular que conforma el full visceral de la càpsula de Bowman. Està implicat, juntament amb les cèl·lules endotelials fenestrades dels capil·lars glomerulars, en el filtratge que es duu a terme en el corpuscle renal. Aquestes cèl·lules envolten amb les seves prolongacions els capil·lars glomerulars. D'aquestes prolongacions surten prolongacions secundàries anomenades pedicels que s'interdigiten amb les dels podòcits veïns. Els espais que queden entre aquestes interdigitacions s'anomenen porus o ranures de filtració, d'uns 40 nm d'ample. Aquestes ranures de filtració estan cobertes per una membrana molt prima anomenada diafragma, que s'encarrega de tancar-les una mica per sobre de la membrana basal glomerular. La disfunció dels podòcits està relacionada amb la patogènesi de diverses malalties renals, com ara la síndrome nefròtica, la nefropatia membranosa, la síndrome d'Alport, la nefropatia de canvis mínims o la nefropatia diabètica.